# 中華民國駐立陶宛代表列表
本列表為中華民國駐立陶宛共和國歷任代表名錄。兩國無正式外交關係。

## 代表機構
1991年11月7日，中華民國外交部政務次長章孝嚴訪問立陶宛時曾與國際經濟部長艾立斯凱諦斯簽署《互設貿易代表團協定》，但後來未能實現。
2021年7月20日，中華民國外交部長吳釗燮宣布將在立陶宛首都維爾紐斯設立駐立陶宛台灣代表處（The Taiwanese Representative Office in Lithuania），是繼索馬利蘭之後第二個以「臺灣」冠名的代表處，亦是繼斯洛伐克之後，相隔18年再次於歐洲設處，更是在中華人民共和國的邦交國中，唯一以「臺灣」冠名設處。11月18日，正式成立並掛牌運作，門牌上並嵌有中華民國國旗，首任代表為黃鈞耀。

## 歷任代表（2021年至今）
自2012年9月1日起，中華民國外交部為統一駐外人員內部職稱，明定大使館、代表處設大使、公使，代表處對外仍稱代表、副代表；辦事處設總領事、副總領事，對外仍稱處長、副處長。
| 姓名   | 任命       | 到任       | 離任      | 外交銜級 對外名義 | 外交職務 本職職務 | 備註                               | 備註 |
| ------ | ---------- | ---------- | --------- | ----------------- | ----------------- | ---------------------------------- | ---- |
| 黃鈞耀 | 2021年11月 | 2021年11月 | 2024年1月 | 代表              | 特命全權大使      | 駐拉脫維亞兼 2021年11月－2022年3月 |      |
| 王雪虹 | 2023年11月 | 2024年1月  | 現任      | 代表              | 特命全權大使      |                                    |      |

## 外部連結
- 駐立陶宛臺灣代表處（Facebook、Twitter）